# 指名手配 (テレビドラマ)
『指名手配』（しめいてはい）は、1998年から2001年まで日本テレビ系「火曜サスペンス劇場」で放送された刑事ドラマシリーズ。全4回。主演は渡辺謙。

## キャスト

### 警察関係者
今井隆之
演 - 渡辺謙
警視庁捜査共助課分室の刑事。警視庁捜査一課に所属していたが、警察内部の不正を告発しようとしたため共助課分室に異動させられる。
今は寄せられる指名手配の情報が本物か嘘かを確認することが仕事。娘と二人暮らし。妻は3年前に家を出て行く。
大西真紀
演 - 横山めぐみ（第4作）
警視庁捜査共助課分室に配属された女性刑事。
永尾一成
演 - 鶴田忍（第1作 - 第3作）
警視庁資料室。佐和子の兄。
杉本康文
演 - 立川三貴（第1作・第2作・第4作）
警視庁捜査一課長（第1作・第2作）。警視庁刑事部長（第4作）

### その他
中沢正雄
演 - 藤田宗久（第1作 - 第3作）
今井の知り合い。今井が地方に行くときはメグミを預かる。今井にメグミを養女にしたいと言っている。
中沢夏代
演 - 元井須美子（第1作 - 第3作）
中沢の妻。自宅で仕事をしている。
今井メグミ
演 - 山下夏生（第1作 - 第3作）
今井と佐和子の娘。保育園児。
中沢みゆき
演 - 杉田真帆（第1作 - 第3作）
中沢と夏代の娘。
今井佐和子
演 - 姿晴香（第2作）
今井の妻。永尾の妹。3年前、今井と娘を捨て姿をくらます。作品には登場していないが、詳細は第2作の登場人物の欄を参照

### ゲスト
第1作「青森県八戸市、人口24万5千人、その中からたった1人の逃亡者を探し出せ!」（1998年）
- 古田あい（八戸タクシー 無線係・バツイチ） - 永島暎子
- 宮原（八戸警察署 刑事・川勝の部下） - 倉崎青児
- 棚橋（八戸タクシー 運転手兼求人担当） - 岩崎ひろし
- 古田悟（古田家の六男・あいの兄） - 山口真司
- 古田（古田家の次男・あいの兄） - 樋浦勉
- 古田（古田家の長男・あいの兄） - 笠井一彦
- 古田（古田家の長女の夫） - 名取幸政
- 古田（スナックのマスター・あいの弟） - 清水明彦
- 古田（あいたち9人の子供の母） - 戸川暁子
- 古田（古田家の長女・あいの姉） - 岩倉高子
- 古田（古田家の次男の妻） - 高橋ひろ子
- 古田（古田家の長男の妻） - 阪上和子
- 八戸警察署 鑑識 - 柾谷伸夫
- 境紀美子（悟の内縁の妻・本名「川本幸子」） - 水島かおり
- 川勝富雄（八戸警察署 刑事） - 石橋蓮司

第2作「人口42万7千人長崎市、潜入捜査中焼死した先輩が生きている? 内密に探し出せ!」（1999年）
- 嶋田千鶴（長崎南警察署 新米刑事） - 中島ひろ子
- 山西（渡辺造船 現場責任者） - 河原崎次郎
- 滝口洋一（長崎南警察署 刑事） - 角田英介
- 関（渡辺造船 従業員・本名「時山元道」） - 松澤一之
- 関敦子（関の妻） - 赤間麻里子
- 北川あき（スナックのママ・北川の妻・旧姓「島口」） - 日向明子
- 桑原信江（トマト農家・桑原の妻） - 立石涼子
- 城田（長崎南警察署 鑑識） - 谷川俊
- 朱小雀（洪玉鱗の部下・佐和子の生き写しの女性） - 姿晴香
- 洪玉鱗（台湾の貿易商・本名「北川辰治」） - 東野英心
- 飯塚史郎（長崎南警察署 刑事） - 林隆三
- 曽川留三子 ほか

第3作「夫の工務店から5000万盗んだ妻、7年ぶりに現れて残したウサギの折り紙」（2000年）
- 足立京子（ホステス・元教師） - 小川範子
- 北村信也（宣介と直美の息子・中学1年生） - 伊藤隆大
- 北村宣介（北村工務店 社長・直美の夫） - 蛭子能収
- 福林範和 - 小宮孝泰
- 添田（中学校教師・京子の元不倫相手） - 大原康裕
- スナック「レイ」ママ - 須部浩美
- スナック「レイ」ホステス - 椎名ルミ
- 定食屋の女将 - 阪上和子
- 北村かおる（信也の祖母） - 柳川慶子
- 刑事 - 円谷文彦
- 魚市場の主任 - 村田則男
- 下田港警察署 刑事 - 嶋崎伸夫
- スナック「フレンド」経営者 - 坂口進也
- 岸川（添田の同僚） - 井上智之
- 警官 - 斉藤暁
- 事務員 - 湯田美由紀
- 立花（清水東警察署 刑事） - 松丸理恵
- 定方宣信（清水東警察署 警部補） - 木場勝己
- 北村直美（7年前の窃盗犯） - 藤真利子
- 林真里花
- 山野史人 ほか

第4作「山形の銀山温泉－富士の樹海予告殺人の裏に復讐の鬼になった男女の愛」（2001年）
- 滝田靖治（2年前の殺人容疑者・元大学の研究員） - 松田洋治
- 増本賢治（埼玉の被害者） - 大沢敏夫
- 河辺雅之（横浜の被害者） - 和賀兼雄
- 加賀均（大学教授・2年前死亡） - 高橋努
- 樋口（刑事・樋口の息子） - 櫻庭博道
- 三島孝（居酒屋 店主） - 竹本純平
- 樋口（山形県警尾花沢警察署 課長） - 佐藤B作
- 鮎川（店の客） - 草薙良一
- 高田（順子の妹） - 棟里佳
- 高田順子（料理屋女将） - 三輝みきこ
- 北川千秋（派遣会社 事務） - 渡辺梓
- 滝田幸江（滝田の母） - 今井和子
- 沢向要士
- 町田真一
- 牧村泉三郎 ほか

## スタッフ
- 脚本 - 鎌田敏夫
- 監督
  - 田中登
  - 出目昌伸
  - 吉川一義
  - 増田天平
- 音楽 - 大谷和夫
- 選曲 - 山川繁
- ポスプロ - 東京テレビセンター
- 企画
  - 長富忠裕 - 第1作
  - 酒井浩至 - 第2作 ～ 第4作
- チーフプロデューサー
  - 重松修 - 第1作
  - 佐藤敦 - 第2作・第3作
  - 増田一穂 - 第4作
- プロデューサー
  - 伊藤祥二
  - 赤司学文
  - 石川好弘
- ロケ協力
  - 第2作
    - 長崎市商工観光課
    - 島原市商工観光課
    - 高島町
    - 深江町
    - ハウステンボス
    - 日本エアシステム
    - 島原鉄道
    - やまさ海運
    - 長崎汽船

  - 第3作
    - 東海旅客鉄道静岡支社
    - 静岡鉄道

  - 第4作
    - 尾花沢市
    - 銀山温泉組合
- 製作・著作 - オセロット
- 制作 - 日本テレビ

## 放送日程
| 話数 | 放送日         | サブタイトル                                                             | 脚本     | 監督     |
| ---- | -------------- | ------------------------------------------------------------------------ | -------- | -------- |
| 1    | 1998年11月24日 | 青森県八戸市、人口24万5千人、その中からたった1人の逃亡者を探し出せ!      | 鎌田敏夫 | 田中登   |
| 2    | 1999年08月17日 | 人口42万7千人長崎市、潜入捜査中焼死した先輩が生きている? 内密に探し出せ! | 鎌田敏夫 | 出目昌伸 |
| 3    | 2000年08月01日 | 夫の工務店から5000万盗んだ妻、7年ぶりに現れて残したウサギの折り紙        | 鎌田敏夫 | 吉川一義 |
| 4    | 2001年05月15日 | 山形の銀山温泉－富士の樹海予告殺人の裏に復讐の鬼になった男女の愛         | 鎌田敏夫 | 増田天平 |